# Leptospermum minutifolium
Leptospermum minutifolium är en myrtenväxtart som först beskrevs av George Bentham, och fick sitt nu gällande namn av Cyril Tenison White. Leptospermum minutifolium ingår i släktet Leptospermum och familjen myrtenväxter. Inga underarter finns listade i Catalogue of Life.